# Yezhuping (köpinghuvudort i Kina, Hunan Sheng, lat 28,68, long 109,29)
Yezhuping (kinesiska: 野竹坪, 野竹坪镇) är en köpinghuvudort i Kina. Den ligger i provinsen Hunan, i den södra delen av landet, omkring 360 kilometer väster om provinshuvudstaden Changsha. Antalet invånare är 9 071. Befolkningen består av 4 269 kvinnor och 4 802 män. Barn under 15 år utgör 22,0 %, vuxna 15-64 år 68 %, och äldre över 65 år 9,0 %.
Runt Yezhuping är det ganska tätbefolkat, med 166 invånare per kvadratkilometer. Närmaste större samhälle är Liye, 12,7 km norr om Yezhuping. I omgivningarna runt Yezhuping växer i huvudsak blandskog.
Genomsnittlig årsnederbörd är 1 705 millimeter. Den regnigaste månaden är maj, med i genomsnitt 293 mm nederbörd, och den torraste är december, med 26 mm nederbörd.